# Schizothorax grahami
Schizothorax grahami е вид лъчеперка от семейство Шаранови (Cyprinidae). Видът е критично застрашен от изчезване.

## Разпространение
Разпространен е в Китай (Юннан).